# بلشون (إدلب)
بلشون قرية سورية تقع في جبل الزاوية تتبع ناحية إحسم في منطقة أريحا في محافظة إدلب. بلغ عدد سكانها 1,775 نسمة في عام 2004 حسب إحصاء المكتب المركزي للإحصاء.
تحيط ببلشون قرى إبلين وإحسم وبسامس والرامي وبليون وكنصفرة وكفرعويد وجوزف والمغارة ومرعيان وعلاروز. وتتمتع بلشون بالطقس الرائع صيفا والمعتدل في الربيع والخريف والبارد شتاء. ويطل عليها جبل النبي أيوب حيث يرتفع هذا الجبل عن سطح البحر حوالي 950 متر.
تشتهر بلشون بالزراعة ومن اهمها الزيتون والتين والوشنة والكرز والعنب والجوز وتشتهر أيضا في الخضار مثل البندورة والقرع والكوسا . ويوجد فيها أيضا الكثير من مزارع الدجاج.
ويُعرف من أهالي القرية تقدير العلم والعلماء عموماً ومشايخ الدين على وجه الخصوص.
مرت القرية بأوقات صعبة وشديدة ساد فيها الفقر والقلة خلال الأعوام ما قبل الألفية إلا أن عواملَ مادية عملت على إعادة الإستقرار فيها.